# Tonga (land)
Tonga (uitspraak: [ˈtɔŋɣa] of [ˈtɔŋɡa]), officieel het Koninkrijk Tonga (Tongaans: Pule'anga Fakatu'l 'o Tonga, Engels: Kingdom of Tonga), is een land en eilandengroep in Polynesië.

## Geografie
Het uit 177 eilanden bestaande Tonga in Polynesië beslaat 700.000 km² in het zuiden van de Grote Oceaan: het koninkrijk ligt circa 700 km ten zuidoosten van Fiji en circa 2000 km ten noordoosten van Nieuw-Zeeland. 36 van de eilanden daarvan zijn permanent bewoond.
De eilanden zijn opgedeeld in drie groepen, van noord naar zuid:
- Vava'u
- Ha'apai
- Tongatapu

Koning George Tupou I voegde de drie groepen samen tot 'Tonga' in 1875.

## Geschiedenis

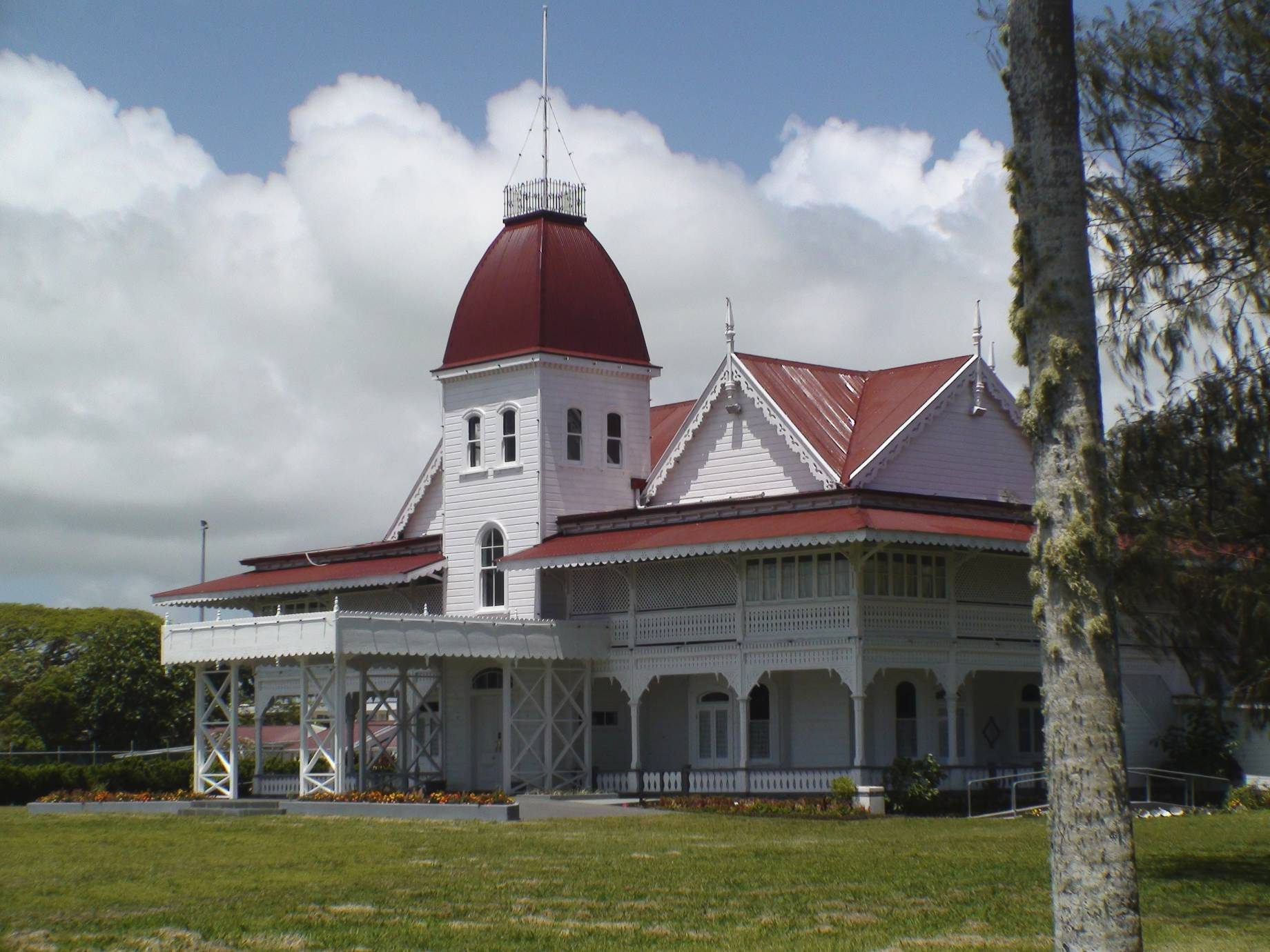
Koninklijk paleis op het eiland Tongatapu

Met behulp van archeologische opgravingen wordt vermoed dat de eerste bewoners op de eilanden zo'n 6000 jaar geleden vanuit de Santa Cruzeilanden kwamen. Deze volkeren maakten deel uit van de grote Lapitamigratie; 1000 jaar lang leefde, zeilde en voerde dit volk oorlog in het gebied wat nu Tonga, Samoa en Fiji heet voordat ze Tahiti en de rest van de eilanden in Oceanië ontdekten.
In de 12e eeuw waren de Tonganen, en hun opperhoofd Tuʻi Tonga, bekend in de hele regio, waardoor sommige geschiedkundigen het in deze tijd over het Tongaanse Rijk hebben. In de 15e en 17e eeuw woedden burgeroorlogen op de eilanden. Het was in deze tijd dat de eerste Europeanen Tonga aandeden.
De Nederlandse ontdekkingsreizigers Willem Cornelisz Schouten en Jacob le Maire waren in 1616 de eerste Westerlingen die aanlegden op Niuatoputapu, een van de noordelijke eilanden, gevolgd door Abel Tasman, die Tongatapu en Ha'apai aandeed in 1643. In 1773, 1774 en 1777 bezocht ook James Cook het eiland. De eerste Britse missionarissen vestigden zich in 1797.

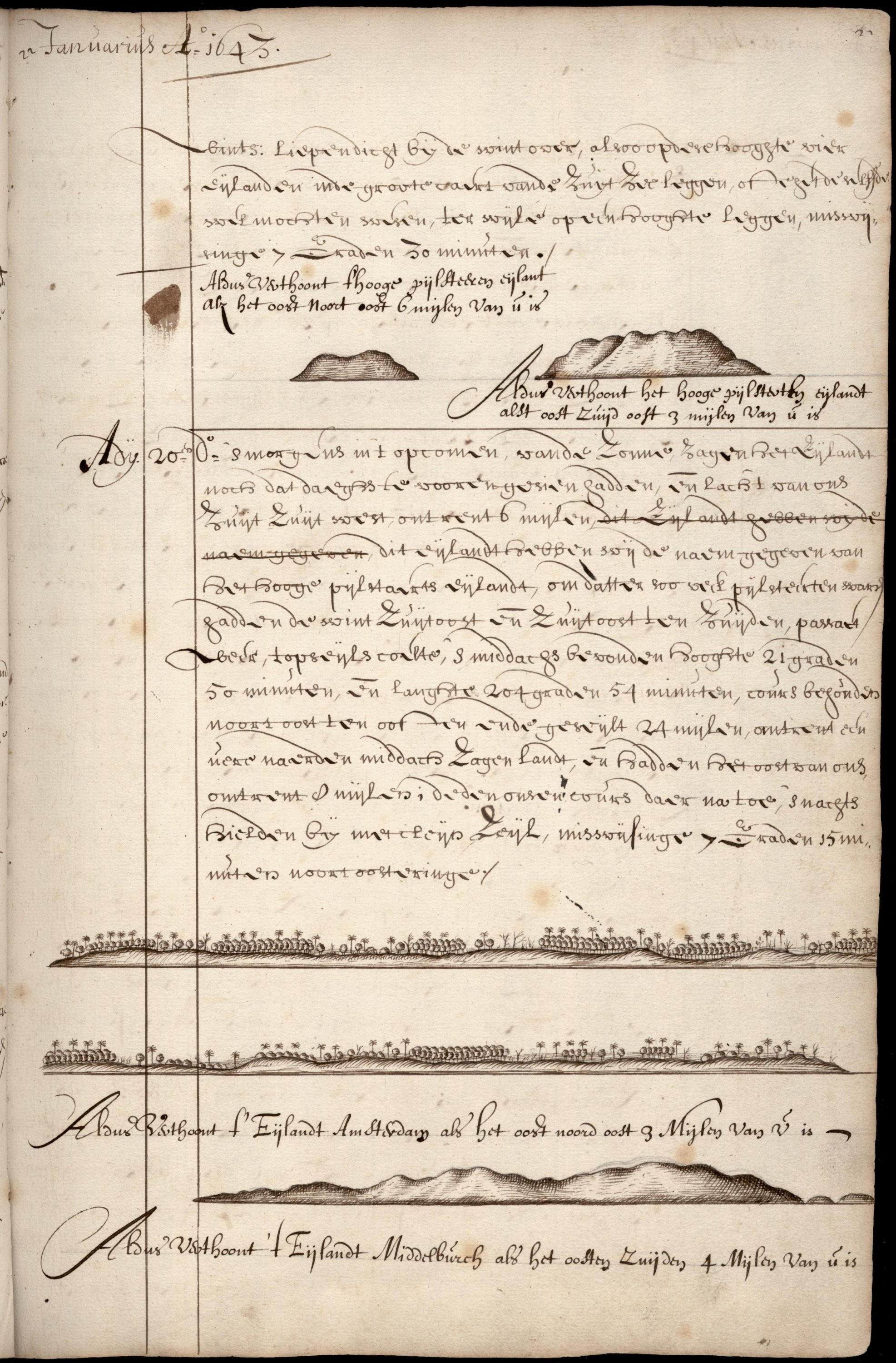
Pagina uit het Scheepsjournaal van Abel Tasman waar t' Eijlandt Amsterdam, nu Tongatapu wordt beschreven

Tonga werd samengevoegd tot een Polynesisch koninkrijk door een jonge krijger, strateeg en begaafd spreker Taufa'ahau. Hij kreeg de titel Tu'i Kanokupolu, maar werd "King George" gedoopt. In 1875 verklaarde hij met de hulp van missionaris Shirley Baker Tonga tot een constitutioneel koninkrijk. Hij stelde een aantal wetten vast, en gaf de stamhoofden minder macht. Tonga werd een beschermde staat onder de Britse kroon door de Vriendschapsovereenkomst van 18 mei 1900. Deze status werd in 1970 beëindigd naar aanleiding van een overeenkomst die de derde monarch, koningin Salote, had gemaakt voor haar overlijden. Tonga werd lid van het Gemenebest van Naties in 1970, en de Verenigde Naties in 1999.
Alhoewel Tonga in aanraking kwam met koloniale machten heeft het nooit eigen bestuur verloren - een feit dat Tonga uniek maakt in deze regio.

## Natuur
In januari 2004 werd Tonga getroffen door tropische cycloon Heta, en in februari 2018 door tropische cycloon Gita.
Op 15 januari 2022 barstte het vulkanische eiland Hunga Tonga-Hunga Ha'apai uit. Verschillende tsunamiwaarschuwingen werden afgegeven en delen van de eilandengroep komen onder water te staan: ook hoofdstad Nuku'alofa was getroffen. Bewoners van omliggende eilandgroepen in de Grote Oceaan werden gewaarschuwd om hogergelegen grond op te zoeken: tot aan de westkust van Zuid-Amerika ervoer men hinder van de uitbarsting. De atmosferische drukgolf die de uitbarsting veroorzaakte werd tot in Nederland geregistreerd.

## Bevolking en religie
De bevolking bestaat voor 99% uit Polynesiërs. Een aanzienlijk deel woont als gevolg van het ontbreken van werkgelegenheid in het buitenland. Het Tongaans en het Engels zijn de officiële talen. Driekwart van de bevolking is protestant (methodistisch), de rest is katholiek of anglicaans.

## Sport
De nationale sport op Tonga is rugby. Hoewel Tonga een klein land is, wordt deze sport op een hoog niveau gespeeld. Het land is altijd in de top 20 van de wereldranglijst te vinden en heeft zich voor alle wereldkampioenschappen behalve dat van 1991 geplaatst. Verder dan de eerste ronde is men echter nooit gekomen.
Rugbyspelers uit Tonga kunnen ook uitgenodigd worden voor de Pacific Islanders.
Op de Olympische Spelen van 1996 werd door de bokser Paea Wolfgramm een zilveren medaille gewonnen bij de superzwaargewichten. Hiermee werd Tonga het kleinste onafhankelijk land dat ooit een medaille won op de Zomerspelen. Zo behoort Tonga, naast Australië, Nieuw-Zeeland en Fiji tot de landen uit Oceanië die medailles wonnen.